# Szpetal Górny (gmina)
Szpetal Górny (za II RP i do 1954 Szpetal; od 1979 Fabianki) – dawna gmina wiejska istniejąca do 1954 roku oraz w latach 1973–1979 w woj. warszawskim, pomorskim, bydgoskim i włocławskim. Siedzibą władz gminy były do 1954 roku Fabianki, a następnie Szpetal Górny.
Gmina o nazwie Szpetal należąca do powiatu lipnowskiego istniała już w XIX wieku. Jej północne i wschodnie granice wyznaczały wsie Winduga, Polichnowo, Brzustowa, Lisek, Łochocin, Popowo, Wichowo, Zbytkowo, Świątkowizna, Chełmica Mała, Skórzno, Urszulewo, Zarzeczewo. Południową i zachodnią granicę wyznaczała rzeka Wisła (w skład gminy Szpetal wchodziły wioski, które w 1927 roku zostały włączone do Włocławka i stanowią obecnie jego dzielnicę Zawiśle).
W okresie międzywojennym gmina Szpetal należała do powiatu lipnowskiego w woj. warszawskim. 1 kwietnia 1938 roku gminę wraz z całym powiatem lipnowskim przeniesiono do woj. pomorskiego. Przez cały okres międzywojnia urząd wójta pełnił Roman Kostkowski.
Po wojnie gmina weszła w skład terytorialnie zmienionego woj. pomorskiego, przemianowanego 6 lipca 1950 roku na woj. bydgoskie. Według stanu z 1 lipca 1952 roku gmina składała się z 21 gromad: Bogucin, Chełmica Duża, Chełmica Mała, Cyprianka, Fabianki, Lisek, Łęg-Witoszyn, Łochocin, Osiek, Popowo, Rachcin, Szpetal Górny, Świątkowizna, Wichowo, Wilczeniec Bogucki, Wilczeniec Fabianki, Winduga, Witoszyn Nowy, Witoszyn Stary, Zarzeczewo i Zbytkowo. Gmina została zniesiona 29 września 1954 roku wraz z reformą wprowadzającą gromady w miejsce gmin.
Gminę Szpetal Górny reaktywowano 1 stycznia 1973 roku, tym razem w powiecie włocławskim w województwie bydgoskim. 1 czerwca 1975 roku gmina weszła w skład nowo utworzonego woj. włocławskiego. 15 stycznia 1976 roku do gminy Szpetal Górny przyłączono część obszaru znoszonej gminy Bobrowniki (sołectwa Białe Błota, Bobrowniki Osada, Bobrowniki Pole, Bógpomóż, Brzostowo, Gnojno, Lisek, Polichnowo i Rybitwy).
1 września 1979 roku siedziba gminnych organów władzy i administracji państwowej gminy Szpetal Górny została przeniesiona do Fabianek z jednoczesną zmianą nazwy gminy na gmina Fabianki. Od 1999 roku gmina Fabianki należy do powiatu włocławskiego w woj. kujawsko-pomorskim.